# Luční hora
Luční hora (Duits: Hochwiesenberg) is een berg, op de grens tussen Tsjechië en Polen. Het is de op een na hoogste berg van Tsjechië, en is onderdeel van het Reuzengebergte.